# Aricapus
Os Aricapus (ou Arikapú) são um grupo indígena que habita o sul do estado brasileiro de Rondônia, mais precisamente nas terras indígenas Rio Branco e Rio Guaporé.

## Nomes
Três nomes são encontrados na literatura para se referir ao povo Aricapu. O nome Aricapu ou Arikapú significa o pássaro japó na língua tupari (de seus vizinhos Makurap). É sua autodenominação e também a forma principal pela qual os grupos vizinhos e não-indígenas se referem a esse grupo. O nome Burukäyo remete a uma tribo extinta, conhecida pelos Arikapú e pelos vizinhos Djeoromitxí, que falavam uma língua semelhante à dos Arikapú, talvez a língua de um clã. É provável que tenha sido esse grupo o referido por Snethlage como Jabutitxitxi ou Bakurönjatxitxi. O outro nome é Maxubí ou Mashubi, de etimologia desconhecida e não reconhecido atualmente por nenhum grupo indígena da região. Foi registrado uma única vez pelo viajante inglês Fawcett, em 2014, em alusão a um grupo que falava a língua Arikapú.